# Francesco Patrizi (servita)
Francesco Patrizi (Siena, 1266 – Siena, 26 maggio 1328) è stato un presbitero italiano.
Era di nobile famiglia, ed entrò nell'ordine dei Servi di Maria. Fu direttore spirituale delle mantellate del suo ordine ed assistente benemerito della compagnia dello Spedale di Siena. La tradizione popolare narra che, dopo la sua morte, dalla sua bocca sbocciò un giglio bianchissimo, sui cui petali era scritto “Ave Maria”. Tale giglio fu donato, intorno al 1340, a Filippo VI di Francia. Il corpo del Patrizi è conservato a Siena nella basilica di San Clemente ai Servi, posto in una teca sotto l'altare dei Sette Santi Fondatori sulla destra del transetto.
Francesco Patrizi è venerato come beato dal 1743, quando papa Benedetto XIV ne confermò il culto, ed è considerato il protettore della gioventù.

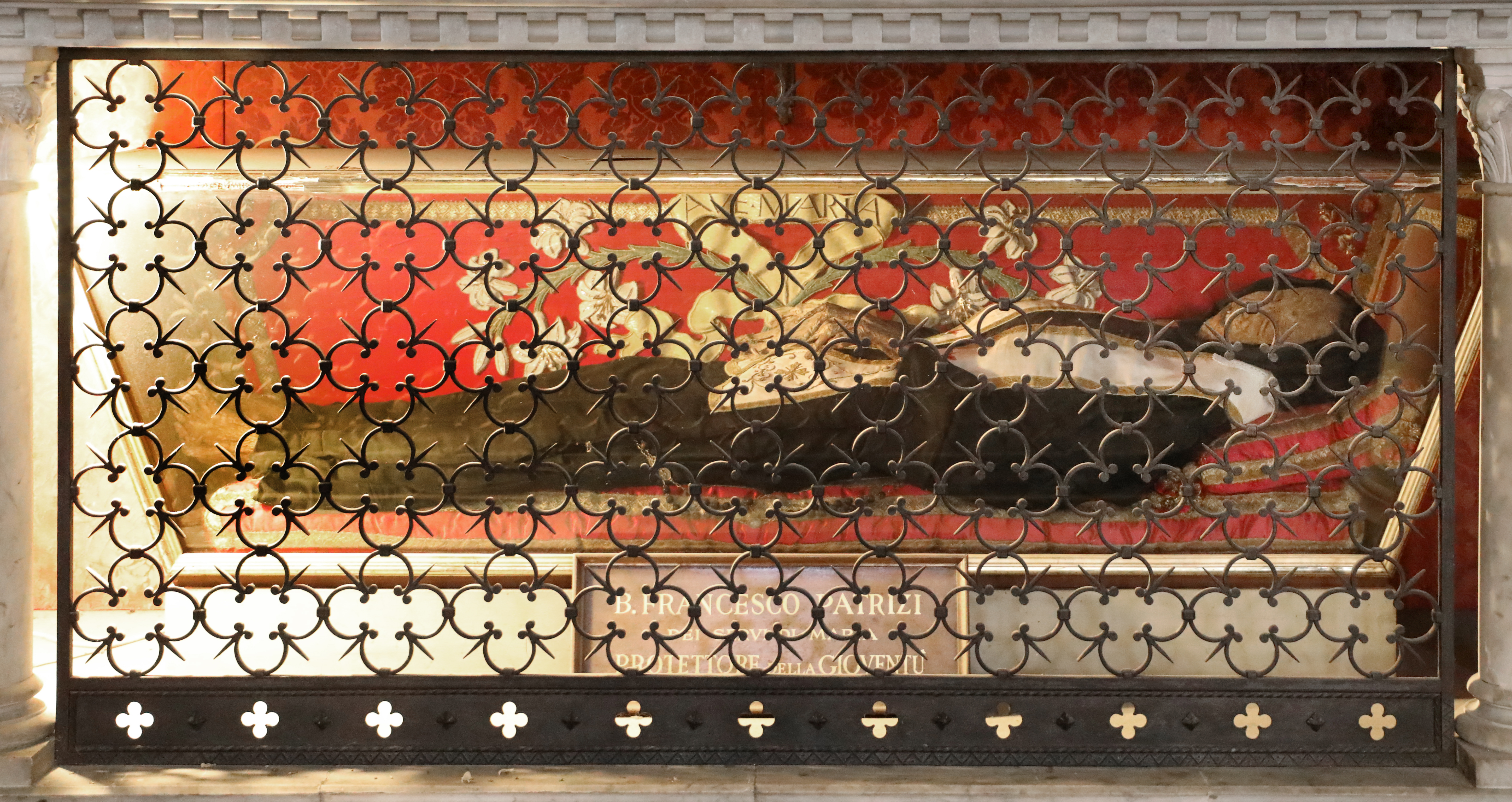
Spoglie nella basilica dei Servi a Siena